# Dionísio Cerqueira
Dionísio Cerqueira es un municipio brasileño del estado de Santa Catarina. Tiene una población estimada al 2022 de 15 008 habitantes. Pertenece a la Región metropolitana del Extremo Oeste.

## Historia
Estratégicamente situado en el borde de Paraná y Brasil con Argentina, Dionisio Cerqueira ha existido desde mediados del Siglo XIX en un territorio que en principio era parte del Virreinato del Río de la Plata y luego pasó a ser parte de las Provincias Unidas en Sud América para luego ser parte del Brasil junto con todo el este de lo que era la Provincia de Misiones. En 1903 fue inaugurado el marco de las Tres Fronteras, donde se puede poner un pie Paraná, otro en Santa Catarina y Argentina. La ciudad fue fundada por italianos y alemanes provenientes de las colonias al sur de Brasil y Chapecó. Se emancipó el 30 de diciembre de 1953 cuando se convirtió en municipio. Su nombre es un homenaje al General Dionisio Cerqueira Evangelista de Castro, exministro de Relaciones Exteriores en la época cuando se delimitó la frontera entre Brasil y Argentina.

## Geografía
Limita en el norte con el municipio de Barracão en Paraná y al oeste con la ciudad argentina de Bernardo de Irigoyen.